# Campagna del Tonchino
La campagna del Tonchino fu un conflitto armato combattuto tra il giugno 1883 e l'aprile 1886 dai francesi contro, per diversi motivi, la vietnamita, l'Esercito della bandiera nera di Liu Yongfu e gli eserciti cinesi del Guangxi e dello Yunnan per occupare il Tonchino e stabilirvi un protettorato francese. La campagna, resa più complessa nell'agosto 1884 dallo scoppio della guerra franco-cinese e nel luglio 1885 dalla rivolta nazionalista del Cần Vương nell'Annam, che richiese il dirottamento di un gran numero di truppe francesi, fu condotta dal Corpo di spedizione del Tonchino, sostenuto dalle cannoniere della Flottiglia del Tonchino. La campagna terminò ufficialmente nell'aprile del 1886, quando il corpo di spedizione fu ridotto a una divisione di occupazione, ma il Tonchino non fu effettivamente pacificato fino al 1896.

## Hanoi e Nam Định (giugno - luglio 1883)
Nove anni dopo che il tentativo non autorizzato di Francis Garnier di conquistare il Tonchino era stato interrotto dal governo francese, le truppe francesi e vietnamite si scontrarono nuovamente il 25 aprile 1882, quando il comandante Henri Rivière riuscì, con una piccola forza di fanteria di marina, a conquistare la cittadella di Hanoi.
Dopo una pausa di alcuni mesi, l'arrivo di rinforzi dalla Francia nel febbraio 1883 permise a Henri Rivière di organizzare una campagna per catturare la cittadella di Nam Định. La presa di Nam Định da parte dei francesi, successo strategico che permise loro di assicurarsi le comunicazioni con il mare, ebbe luogo il 27 marzo 1883.
Durante l'assenza di Rivière, che si trovava a Nam Định con il grosso delle sue forze, lo chef de bataillon Berthe de Villers sconfisse nella battaglia di Gia Cuc (27 e 28 marzo 1883) le truppe vietnamite del principe Hoàng Kế Viêm, che avevano tentato un attacco contro le posizioni francesi ad Hanoi.
Sebbene queste prime azioni possano essere considerate parte della campagna del Tonchino, convenzionalmente si ritiene che la campagna sia iniziata nel giugno 1883, sulla scia della decisione del governo francese di inviare rinforzi nel Tonchino per vendicare la sconfitta e la morte di Rivière per mano dell'Esercito della bandiera nera di Liu Yongfu, avvenuta il 19 maggio 1883 durante la battaglia di Cầu Giấy (o battaglia del Ponte di Carta). Questi rinforzi furono organizzati in un Corpo di spedizione del Tonchino, posto sotto il comando del generale di brigata Alexandre-Eugène Bouët (1833-1887), l'ufficiale di fanteria di marina di più alto grado disponibile nella colonia francese di Cocincina.
La posizione francese nel Tonchino all'arrivo di Bouët, all'inizio di giugno 1883, era estremamente precaria. I francesi disponevano solo di piccole guarnigioni ad Hanoi, Haiphong e Nam Định, di postazioni isolate a Hon Gai e a Quy Nhơn nell'Annam, con poche prospettive immediate di prendere l'offensiva contro le Bandiere nere di Liu Yongfu e contro i vietnamiti del principe Hoàng Kế Viêm. Il primo passo di Bouët fu quello di ritirare le guarnigioni francesi isolate di Qui Nhơn e Hon Gai. Era stato anche autorizzato ad abbandonare Nam Định in caso di necessità, ma decise di provare a difendere tutte e tre le principali postazioni francesi. Durante il mese di giugno i francesi si trincerarono nelle loro difese e respinsero deboli attacchi vietnamiti contro Hanoi e Nam Định.

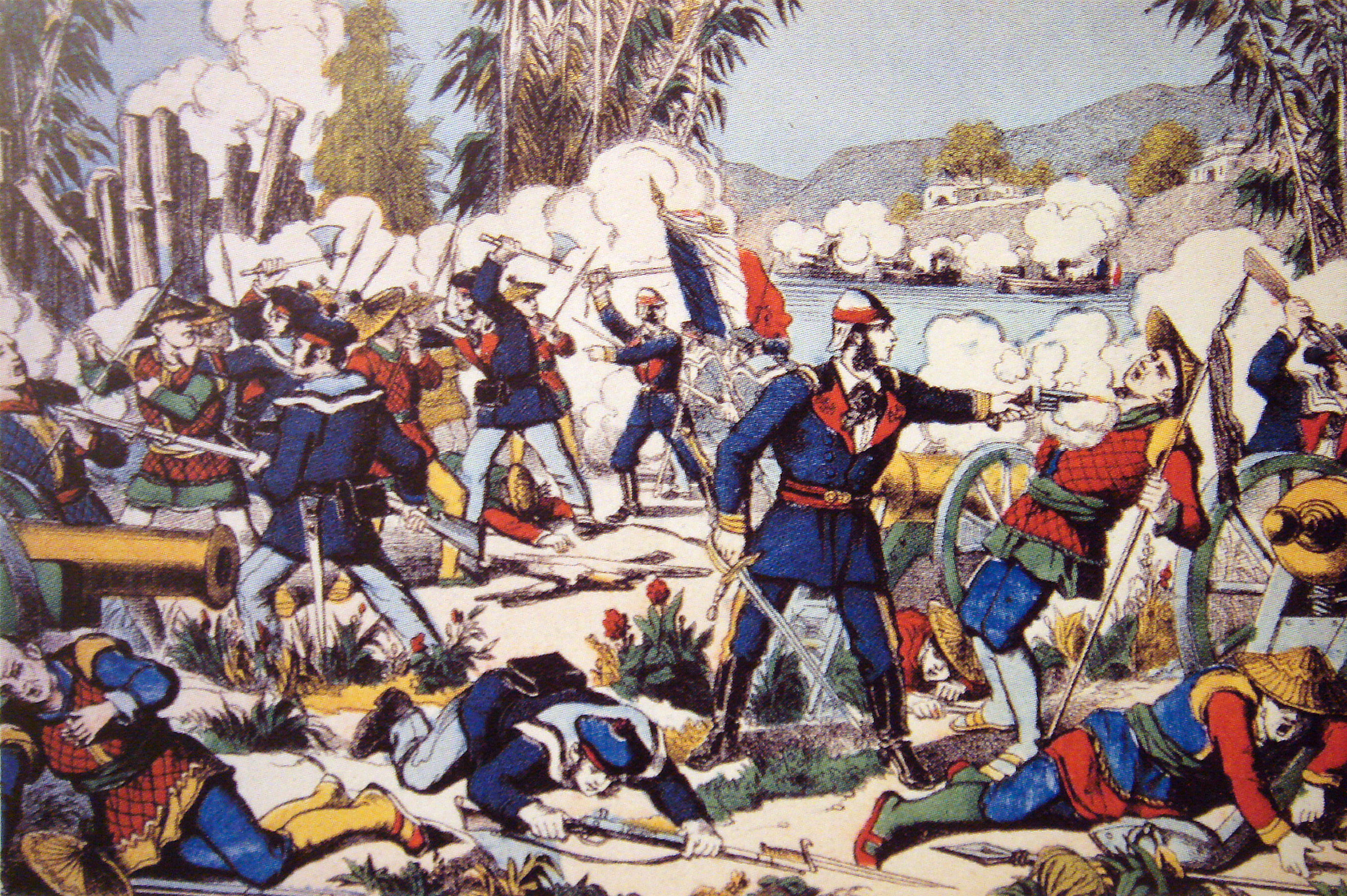
Scontro di Nam Định,

L'arrivo tempestivo di rinforzi dalla Francia e dalla Nuova Caledonia e il reclutamento di formazioni ausiliarie in Cocincina e Tonchino permisero a Bouët di rispondere agli attacchi vietnamiti. Il 19 luglio 1883 lo chef de bataillon Pierre de Badens, comandante in capo francese a Nam Định, attaccò e sconfisse l'esercito assediante del principe Hoàng Kế Viêm, alleggerendo di fatto la pressione vietnamita su Nam Định.

## Istituzione del protettorato francese (agosto 1883)

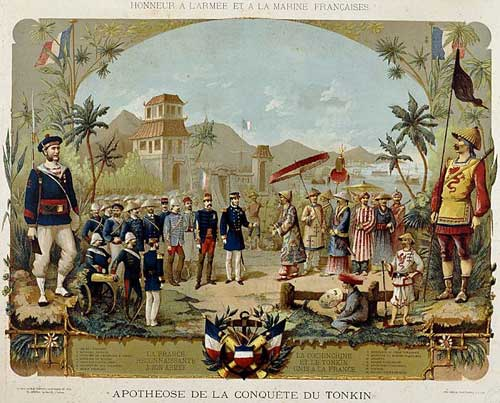
Courbet e Harmand a Huế, agosto 1883

Nel luglio del 1883, l'arrivo nella baia di Ha Long dell'ammiraglio Amédée Courbet con notevoli rinforzi navali rafforzò ulteriormente la posizione francese nel Tonchino. Sebbene i francesi fossero ora in grado di prendere lo in considerazione l'offensiva contro Liu Yongfu, si resero conto che l'azione militare contro l'Esercito della bandiera nera doveva essere accompagnata da un accordo politico con la corte vietnamita di Huế che riconoscesse un protettorato francese nel Tonchino. Questo accordo doveva esse raggiunto, se necessario, anche con la coercizione.
Il 30 luglio 1883 l'ammiraglio Courbet, il generale Bouët e François-Jules Harmand, il commissario generale francese per il Tonchino appena nominato, tennero un consiglio di guerra ad Haiphong. I tre uomini concordarono che Bouët avrebbe dovuto lanciare al più presto un'offensiva contro l'Esercito della bandiera nera, attaccando le sue posizioni intorno a Phủ Hoài, sul fiume Đáy. Presero nota anche del fatto che la corte di Huế stava aiutando e favorendo segretamente l'Esercito della bandiera nera di Liu Yongfu e del fatto che il Principe Hoàng era ancora in armi contro i francesi a Nam Định. Decisero quindi, soprattutto su sollecitazione di Harmand, di raccomandare al governo francese un attacco contro le difese di Huế, seguito da un ultimatum che imponesse ai vietnamiti di accettare un protettorato francese sul Tonchino o di affrontare un attacco immediato.
La proposta fu approvata dal ministero della Marina l'11 agosto 1883 e il 18 agosto 1883 alcune navi da guerra della divisione navale costiera del Tonchino di Courbet bombardarono i forti di Thuận An all'ingresso del fiume Huế. Il 20 agosto 1883, nella battaglia di Thuận An, due compagnie di fanteria di marina e le compagnie da sbarco di tre navi da guerra scesero a terra e presero d'assalto i forti sotto un pesante fuoco. Nel pomeriggio le cannoniere Lynx e Vipère forzarono uno sbarramento all'ingresso del Fiume dei Profumi, dando ai francesi la possibilità, se lo avessero voluto, di attaccare direttamente Huế.

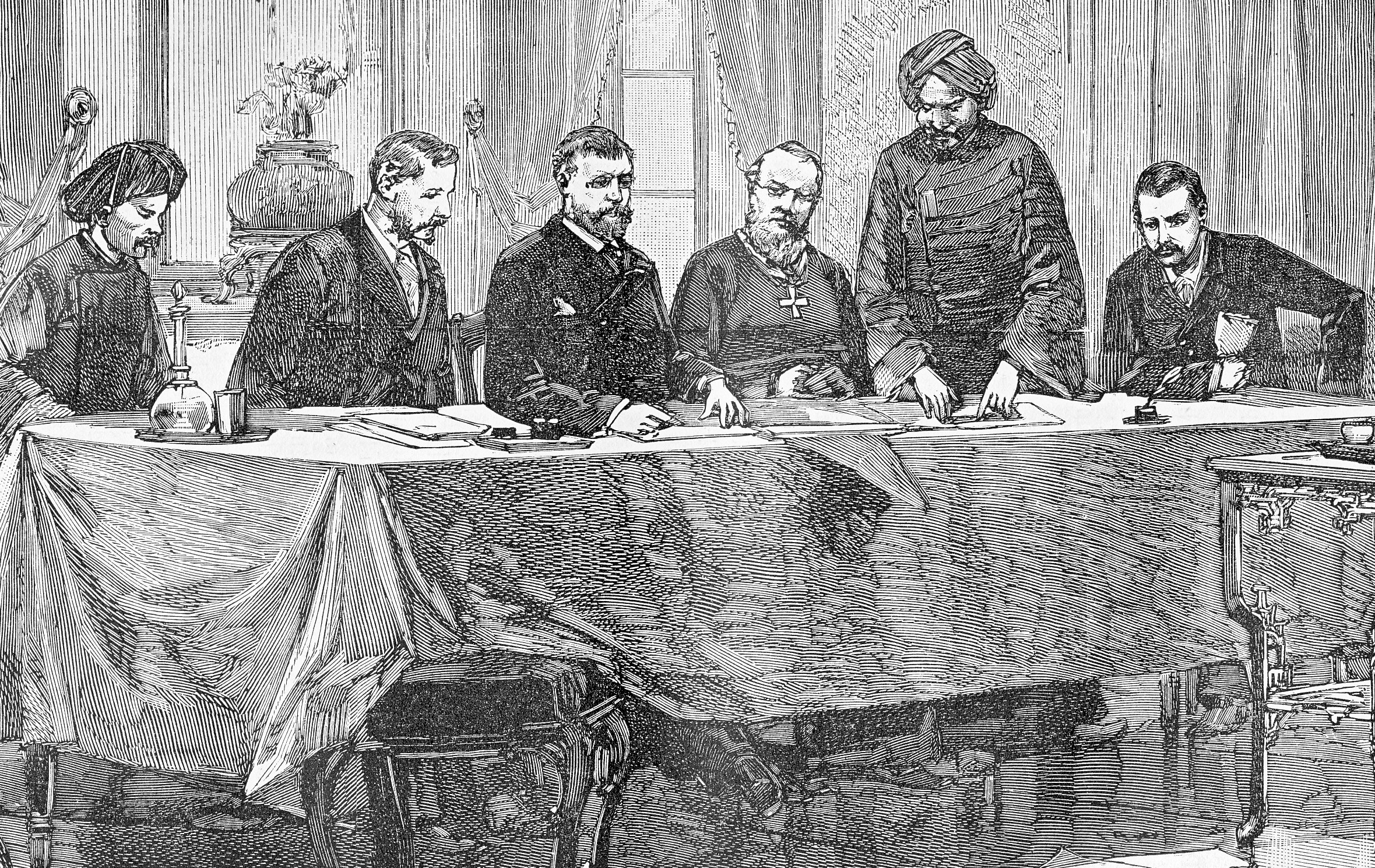
Firma del trattato di Huế,

I vietnamiti chiesero un armistizio e il 25 agosto 1883 Harmand dettò il testo Trattato di Huế alla corte vietnamita. I vietnamiti riconobbero la legittimità dell'occupazione francese della Cocincina, accettarono un protettorato francese sia per l'Annam che per il Tonchino e promisero di ritirare le loro truppe dal territorio. Il Vietnam, la sua casa reale e la sua corte sopravvissero, ma sotto il controllo francese. Alla Francia fu concesso il privilegio di stazionare a Huế un residente generale, che avrebbe lavorato alle dipendenze del commissario civile generale del Tonchino e avrebbe potuto richiedere udienza personale all'imperatore vietnamita. Per evitare ripensamenti, una guarnigione francese permanente avrebbe occupato i forti di Thuận An. Ampie porzioni di territorio furono inoltre trasferite dall'Annam al Tonchino e alla colonia francese di Cocincina. I francesi cancellarono i debiti del Paese, ma richiesero in cambio la cessione della provincia meridionale di Bình Thuận, che fu annessa alla Cocincina. Allo stesso tempo, le province settentrionali di Nghệ An, Thanh Hóa e Hà Tĩnh furono trasferite al Tonchino, dove sarebbero passate sotto il diretto controllo francese. In cambio i francesi si impegnarono a cacciare le Bandiere nere dal Tonchino e a garantire la libertà di commercio sul Fiume Rosso.

## Phủ Hoài, Palan e Hải Dương (agosto – novembre 1883)

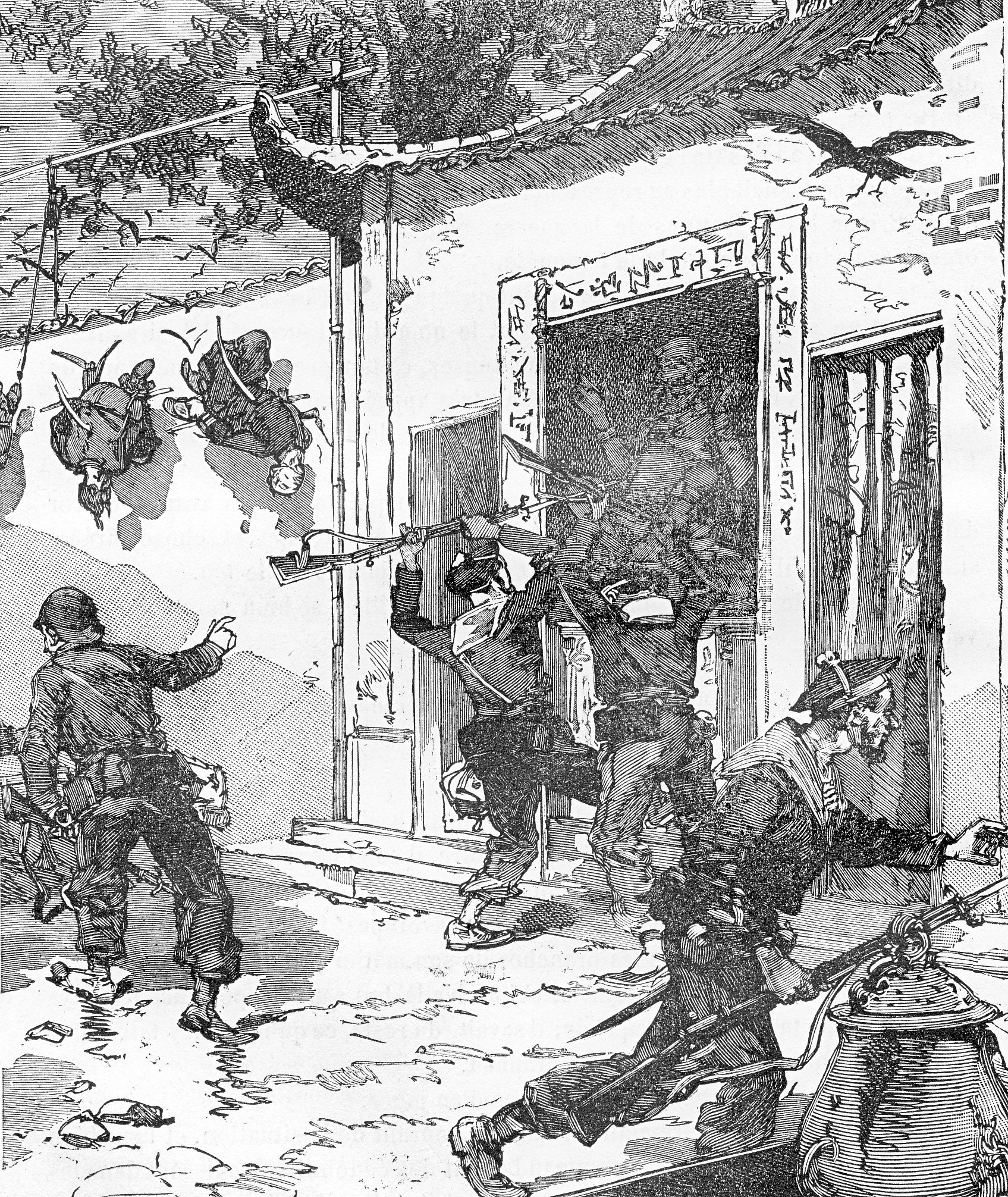
La presa di Haiduong,

Nel frattempo, come concordato alla conferenza di Haiphong, il generale Bouët passò all'offensiva contro l'Esercito della bandiera nera. Bouët attaccò due volte le Bandiere nere nelle loro postazioni lungo il fiume Đáy, prima nella battaglia di Phủ Hoài (15 agosto 1883) e poi nella battaglia di Palan (1º settembre 1883). Queste offensive ebbero un successo limitato e agli occhi del mondo equivalevano a sconfitte francesi.
Più incoraggiante per i francesi fu l'assalto delle difese vietnamite di Hải Dương il 13 agosto 1883, compiuto da una colonna di fanteria di marina e di fucilieri cocinciesi al comando del tenente colonnello Brionval. La presa di Hải Dương fu caratterizzata dalle atrocità commesse sia dai francesi che dai vietnamiti. I francesi scoprirono, appesi a ganci alle mura della città, i corpi mutilati di diversi soldati francesi e vietnamiti dispersi. I soldati morti erano stati chiaramente torturati a morte e i francesi si vendicarono infilzando con le baionette i nemici feriti. La cattura di Hải Dương assicurò la linea di comunicazione francese via fiume tra Hanoi e Haiphong. I francesi occuparono la cittadella di Hải Dương e stabilirono anche una postazione a pochi chilometri a nord della città, sul Monte Elefante.

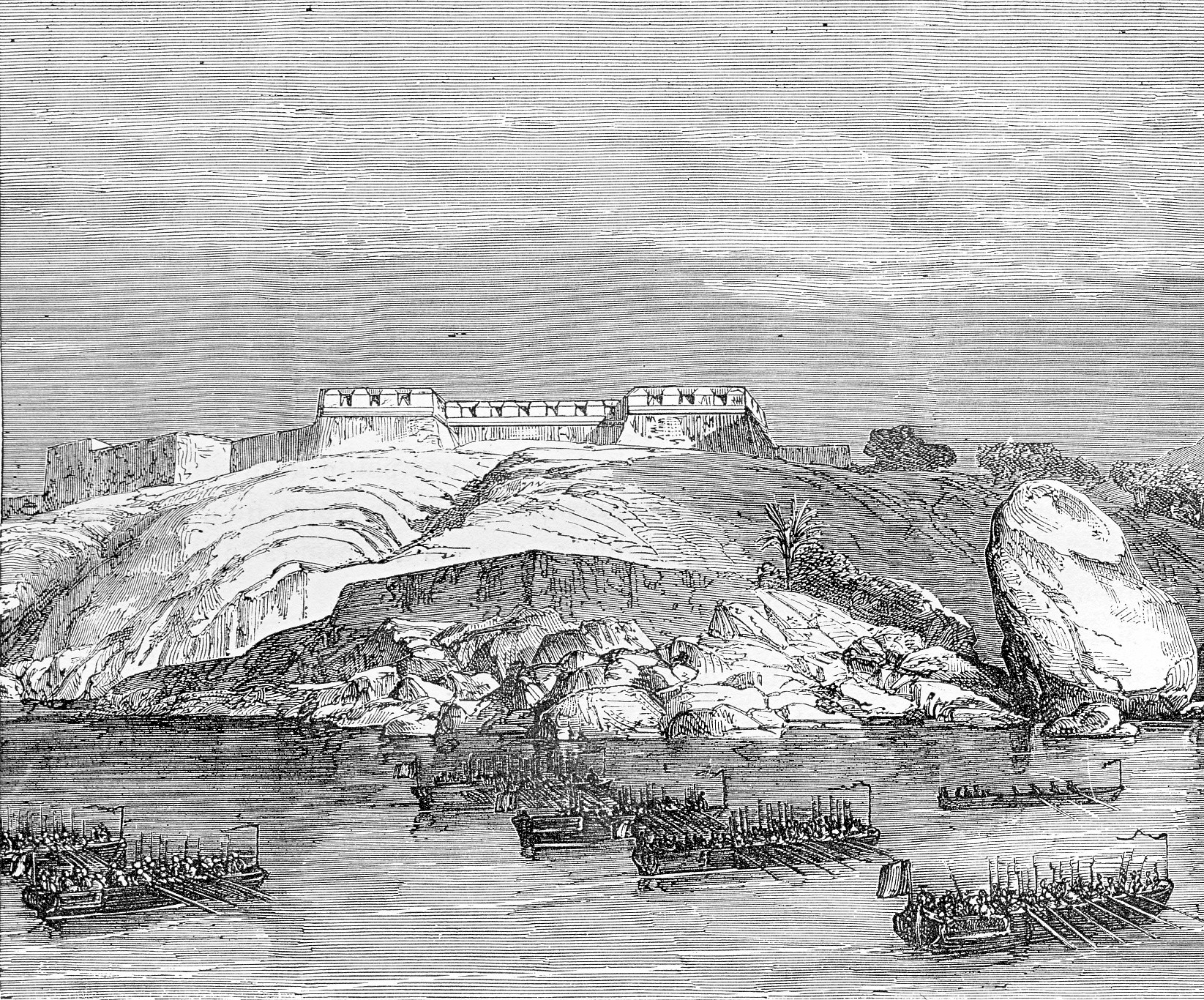
L'occupazione di Quảng Yên, novembre 1883

Nel novembre 1883 i francesi rafforzarono ulteriormente la loro presa sul delta del Fiume Rosso, occupando le città di Ninh Bình, Hưng Yên e Quảng Yên. Il controllo di Ninh Bình era di particolare importanza per i francesi, poiché l'artiglieria che si trovava nella sua alta cittadella controllava il traffico fluviale verso il golfo del Tonchino. Sebbene non avesse tentato di ostacolare il passaggio della spedizione condotta da Henri Rivière nel marzo 1883 per catturare Nam Định, il governatore vietnamita di Ninh Bình era noto per la sua ostilità nei confronti dei francesi. Di conseguenza, il tenente colonnello Pierre de Badens (1847-1897) fu inviato a occupare Ninh Bình con una compagnia di fanteria di marina, supportata dalle cannoniere Léopard e Pluvier. Fu sufficiente la silenziosa minaccia delle cannoniere a far sì che i vietnamiti consegnassero la cittadella di Ninh Bình, nella quale i francesi installarono una guarnigione.
Il trattato di Huế rimase lettera morta nel Tonchino. I mandarini vietnamiti inviati nella regione per sostenere l'amministrazione francese si dimostrarono scostanti e poco collaborativi e il principe Hoàng si rifiutò di ritirare le forze vietnamite lì presenti. Nel frattempo, durante l'autunno del 1883 le Bandiere nere, con il supporto attivo del principe Hoàng, intensificarono gli attacchi alle postazioni francesi. Le piccole guarnigioni francesi a Palan e Batang subirono attacchi e il 17 novembre 1883 la postazione francese di Hải Dương venne assalita e quasi travolta da una forza di 2000 insorti vietnamiti. Solo l'arrivo tempestivo della cannoniera Lynx permise ai difensori di mantenere le loro posizioni.

## Sơn Tây (dicembre 1883)

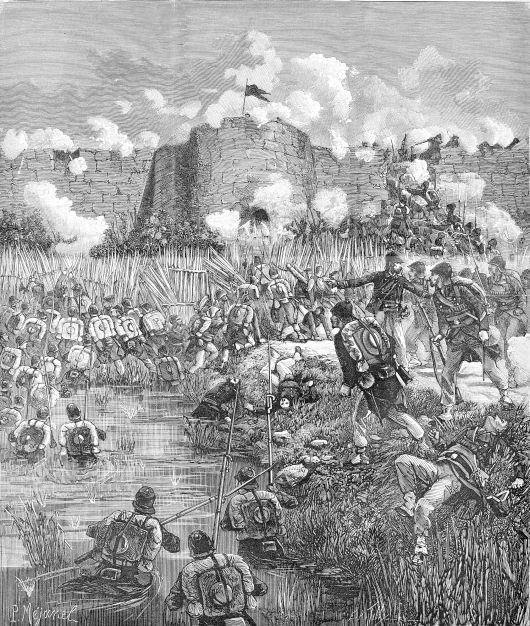
La presa di Sơn Tây,

Nel dicembre 1883 l'ammiraglio Amédée Courbet, che due mesi prima aveva sostituito Bouët al comando del corpo di spedizione del Tonchino, organizzò una colonna di 9000 uomini e marciò su Sơn Tây per una resa dei conti con l'Esercito della bandiera nera. La decisione aveva un notevole significato politico, poiché un attacco a Sơn Tây avrebbe portato i francesi, per la prima volta nella campagna, in conflitto diretto con le truppe cinesi. La Cina, tradizionale padrona del Vietnam, da mesi appoggiava segretamente le Bandiere nere e aveva dislocato truppe a Sơn Tây, Lạng Sơn, Bắc Ninh e in altre città del Tonchino per limitare la libertà di movimento dei francesi. Il governo francese era consapevole che un attacco a Sơn Tây avrebbe probabilmente portato a una guerra non dichiarata con la Cina, ma calcolò che una rapida vittoria nel Tonchino avrebbe costretto i cinesi ad accettare il fatto compiuto. Il 10 dicembre 1883, dopo il fallimento degli sforzi diplomatici per convincere i cinesi a ritirare le loro truppe, il governo francese autorizzò Courbet ad attaccare Sơn Tây.
La campagna di Sơn Tây fu la campagna più feroce che i francesi avessero mai combattuto nel Tonchino. Se i contingenti cinesi e vietnamiti a Sơn Tây ebbero un ruolo minore, dal canto loro le Bandiere nere combatterono ferocemente per tenere la città. Il 14 dicembre 1883 i francesi assaltarono le difese esterne di Sơn Tây a Phu Sa, ma furono respinti con pesanti perdite. Sperando di sfruttare la sconfitta di Courbet, Liu Yongfu attaccò le linee francesi la stessa notte, ma anche l'assalto delle Bandiere nere fallì rovinosamente. Dopo aver fatto riposare le sue truppe il 15 dicembre 1883, Courbet assaltò nuovamente le difese di Sơn Tây nel pomeriggio del 16 dicembre 1883. Questa volta l'attacco fu preceduto da un pesante fuoco d'artiglieria e fu sferrato solo dopo che i difensori furono sfiancati. Alle 17:00 un battaglione della Legione straniera e un battaglione di fanti di marina catturarono la porta occidentale di Sơn Tây e si fecero strada all'interno della città. La guarnigione di Liu Yongfu si ritirò nella cittadella ed evacuò Sơn Tây alcune ore dopo, con il favore delle tenebre. Courbet aveva raggiunto il suo obiettivo, ma a un costo considerevole. Le perdite francesi a Sơn Tây furono 83 morti e 320 feriti. I combattimenti a Sơn Tây costarono un pesante tributo anche alle Bandiere nere e, secondo alcuni osservatori, le fecero scomparire una volta per tutte come effettiva forza combattente.

## Bắc Ninh e Hưng Hóa (gennaio – luglio 1884)

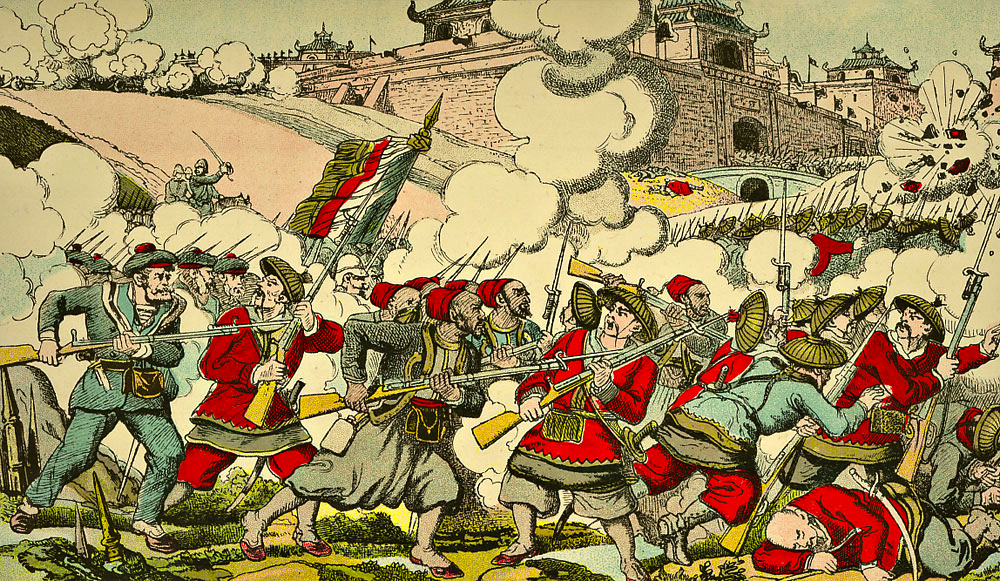
Turcos e Fusiliers de Marine a Bắc Ninh

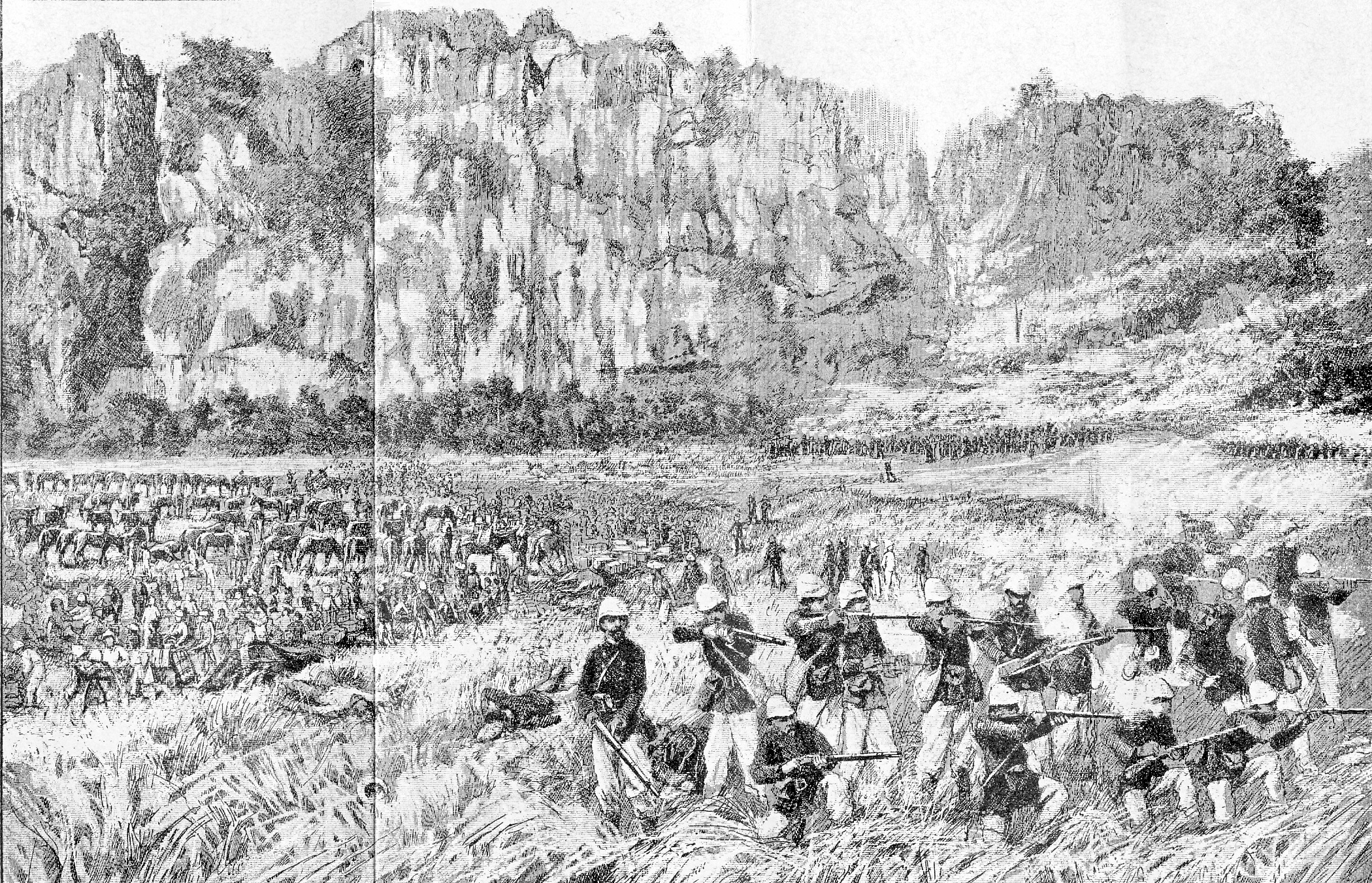
L'imboscata di Bắc Lệ,

Il 16 dicembre 1883, lo stesso giorno in cui catturò Sơn Tây, l'ammiraglio Courbet fu sostituito al comando del Corpo di spedizione del Tonchino dal generale di divisione Charles-Théodore Millot, in considerazione del fatto che l'invio di forti rinforzi nel Tonchino nel novembre 1883 aveva trasformato il corpo di spedizione in una divisione dell'esercito costituita da due brigate. La cattura di Sơn Tây aveva aperto la strada alla definitiva conquista francese del Tonchino, ma ora i francesi si trovavano ad affrontare l'opposizione della Cina e dell'Esercito della bandiera nera. Avendo esaurito gli sforzi diplomatici per convincere i cinesi a ritirare le loro armate dal Tonchino, il governo francese ordinò a Millot di attaccare la fortezza di Bắc Ninh, occupata dall'esercito cinese del Guangxi dall'autunno del 1882. Nel marzo 1884, durante la campagna di Bắc Ninh, Millot sbaragliò l'esercito del Guangxi e catturò Bắc Ninh. Per ottenere questo risultato Millot mise in campo poco più di 11000 soldati francesi, algerini e vietnamiti, la più grande concentrazione di truppe francesi mai riunita nella campagna del Tonchino.

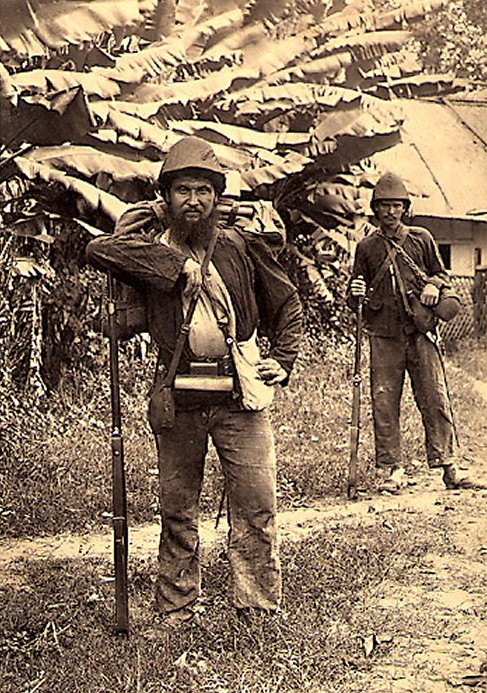
Fanti di marina francesi in Tonchino, 1884

Millot proseguì la sua azione rastrellando le guarnigioni cinesi sparse che erano state lasciate indietro dall'esercito del Guangxi dopo la disfatta di Bắc Ninh e organizzando una grande campagna contro l'Esercito della bandiera nera, che si era ritirato a Hưng Hóa. L'11 aprile 1884 Millot catturò Hưng Hóa e Dong Yan, allontanando le Bandiere Nere e i loro alleati vietnamiti da una formidabile posizione difensiva senza perdere un uomo.
L’Esercito della bandiera nera si ritirò verso ovest risalendo il Fiume Rosso fino a Thanh Quan, mentre le forze vietnamite del principe Hoàng Kế Viêm ripiegarono verso sud, dirigendosi da Dong Yan verso il confine con l'Annam e più precisamente verso il santuario della provincia di Thanh Hóa, dove i francesi non avevano ancora installato alcuna guarnigione. Millot inviò il tenente colonnello Letellier con due battaglioni di Turcos e la cavalleria di supporto a contrastare la ritirata di Liu Yongfu e il generale Louis Brière de l'Isle con il resto della 1ª brigata all'inseguimento del principe Hoàng. All'inizio di maggio Brière de l'Isle mise alle strette il principe Hoàng a Phu Ngo, diversi chilometri a nord-ovest di Ninh Bình, ma il governo francese gli vietò di attaccare le difese vietnamite, avendo appena ricevuto la notizia che la Cina era pronta a trattare con la Francia sul futuro del Tonchino.
Altrove, però, i francesi continuarono a fare pressione. L'11 maggio 1884 lo chef de bataillon Reygasse attaccò e mise in fuga la guarnigione cinese di Thái Nguyên. Nella stessa settimana le compagnie da sbarco della divisione navale costiera del Tonchino dell'ammiraglio Courbet eliminarono le basi di pirati vietnamiti lungo la costa del golfo del Tonchino intorno a Dam Ha e Ha Coi.
L'11 maggio 1884, lo stesso giorno in cui le forze francesi e cinesi si scontrarono a Thái Nguyên, Francia e Cina conclusero l'accordo di Tientsin. Questo trattato prevedeva l'immediata evacuazione del Tonchino da parte degli eserciti cinesi e il riconoscimento implicito da parte della Cina del protettorato francese sul Tonchino. I cinesi accettarono di riconoscere tutti i trattati conclusi tra la Francia e l'Annam, compreso il Trattato di Huế del 1883 che formalizzava il protettorato francese sul Tonchino.
La conclusione dell'accordo di Tientsin permise ai francesi di consolidare la loro posizione sul delta del Fiume Rosso nel maggio e giugno 1884. Alla fine di giugno i francesi avevano stabilito basi avanzate a Hưng Hóa, Tuyên Quang, Phu Lang Thuong e Thái Nguyên. Queste postazioni, insieme alle basi stabilite più a est nell'autunno precedente, a Hải Dương e Quảng Yên, formavano una linea che racchiudeva la maggior parte del delta. Dietro questa serie di postazioni di prima linea, i francesi si erano fortemente trincerati a Sơn Tây, Hanoi, Nam Định, Ninh Bình, Bắc Ninh e Sept Pagodes. Non restava che occupare Lạng Sơn e le altre fortezze del Tonchino settentrionale, una volta che fossero state evacuate dai cinesi secondo i termini dell'accordo di Tientsin.
In teoria, l'accordo di Tientsin avrebbe dovuto risolvere il confronto tra Francia e Cina nel Tonchino, ma uno scontro tra truppe francesi e cinesi a Bắc Lệ il 23 giugno 1884 causò una nuova crisi fra i due paesi. Il rifiuto della Cina di pagare un'indennità per l'imboscata di Bắc Lệ portò in due mesi allo scoppio della guerra franco-cinese (agosto 1884 – aprile 1885).

## La guerra franco-cinese (agosto 1884 – aprile 1885)

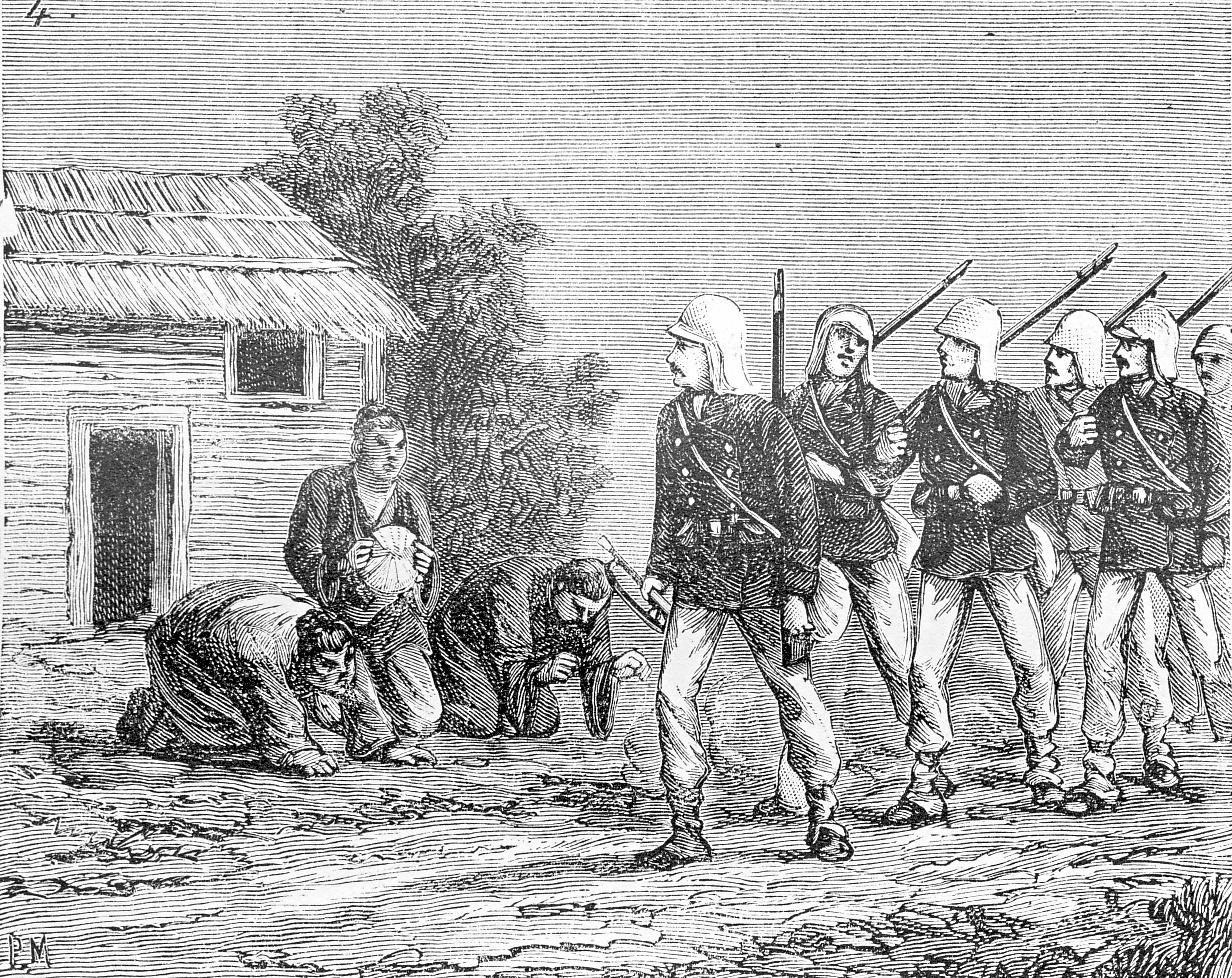
Gli abitanti dei villaggi tonchinesi dovevano mostrare il loro rispetto inchinandosi alle colonne francesi di passaggio

Lo scoppio della guerra franco-cinese nell'agosto 1884 complicò e ritardò notevolmente il calendario per la conquista del Tonchino e mise i francesi sulla difensiva in considerazione di una possibile invasione del delta del Fiume Rosso da parte delle armate cinesi. Nel settembre 1884 il generale Millot si dimise da generale in capo del corpo di spedizione del Tonchino e fu sostituito dal suo comandante di brigata più anziano, Louis Brière de l'Isle. L'ultimo ordine del giorno di Millot rivolto ai soldati del corpo di spedizione conteneva un avvertimento contro la crescente arroganza francese. Ormai i soldati francesi in servizio nel Tonchino erano più di 20000 e molti di loro cominciavano a trattare la popolazione locale con disprezzo. Gli abitanti dei villaggi del Tonchino, ad esempio, dovevano inchinarsi al passaggio di una colonna francese. Millot si rese conto che questo atteggiamento stava creando problemi per il futuro e lanciò un avvertimento preveggente:
Brière de l'Isle era un leader naturale e sotto il suo comando il corpo di spedizione raggiunse un elevato livello di professionalità. Uno dei suoi primi atti come generale in capo, nel settembre 1884, fu quello di isolare il Tonchino dall'Annam, espellendo i gruppi di banditi vietnamiti dalle città di confine di My Luong, Ke Son e Phu Ngo, dove stabilì delle basi francesi. Ciò rese sicure le retrovie francesi e permise al corpo di spedizione di concentrare consistenti forze per la prevista invasione cinese.

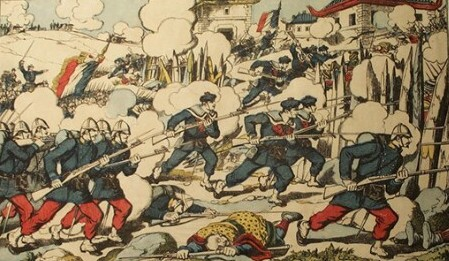
La battaglia di Kép,

Nell'ottobre 1884 il generale François de Négrier sconfisse i cinesi, che avevano invaso il delta del Fiume Rosso, nella campagna di Kép. Questa campagna portò le truppe francesi nella valle del Luc Nam, fino ad allora inesplorata, e alla fine della campagna i francesi occuparono i villaggi di Chu e Kép, che furono trasformati in basi avanzate per un'eventuale campagna contro Lạng Sơn. Nel delta occidentale, dove la postazione avanzata di Tuyên Quang era sempre più minacciata dall'avanzata dell'esercito dello Yunnan, i francesi ampliarono, nell'autunno del 1884, la loro area di occupazione, stabilendo basi a Phu Doan e Vie Tri sul Fiume Chiaro.
Nel febbraio 1885 Brière de l'Isle sconfisse l'esercito cinese del Guangxi nella campagna di Lạng Sơn. L'occupazione francese di Dong Song, il 6 febbraio 1885 febbraio, minacciò la linea di ritirata dell'ala destra dell'esercito del Guangxi e costrinse i cinesi a ritirarsi dalle loro posizioni nella valle di Song Thuong, a ovest di Lạng Sơn. L'occupazione di Lạng Sơn il 13 febbraio 1885 diede ai francesi il controllo della Strada del Mandarino da Lạng Sơn fino ad Hanoi, strada che Brière de l'Isle fu in grado di usare per portare tempestivamente soccorso alla guarnigione francese di Tuyên Quang, duramente provata. Nella seconda metà di febbraio la 1ª Brigata del colonnello Laurent Giovanninelli marciò lungo la Strada del Mandarino fino ad Hanoi e fu poi traghettata lungo il Fiume Rosso e il Fiume Chiaro fino a Phu Doan a bordo di una flotta di cannoniere. Il 2 marzo 1885 Giovanninelli sconfisse le Bandiere nere nella battaglia di Hòa Mộc, alleviando l'assedio di Tuyên Quang.
Nel marzo 1885 i francesi stabilirono postazioni a Cau Son e Thanh Moy, precedentemente occupate dall'esercito del Guangxi, e iniziarono ad adattare la Strada del Mandarino in modo da poterla utilizzare per rifornire la 2ª Brigata di de Négrier a Lạng Sơn. Più a est, le truppe francesi estesero la loro zona di controllo lungo il golfo del Tonchino, stabilendo una postazione a Tien Yen.
A ovest, la vittoria di Giovanninelli a Hòa Mộc permise ai francesi di prendere in considerazione la possibilità di un'offensiva dalla loro base di Hưng Hóa contro l'esercito dello Yunnan e le Bandiere nere. Brière de l'Isle elaborò i piani per un'avanzata lungo il Fiume Rosso della brigata di Giovanninelli contro le posizioni dell'esercito dello Yunnan intorno a Thanh Quan, ma i rovesci pressoché simultanei sui fronti occidentale e orientale del 23 e 24 marzo 1885 (la battaglia di Bang Bo e la battaglia di Phu Lam Tao) e la successiva ritirata da Lạng Sơn del 28 marzo 1885 misero a repentaglio i piani di penetrazione del corso superiore del Fiume Rosso.

## La "pacificazione" del Tonchino (aprile 1885 – aprile 1886)

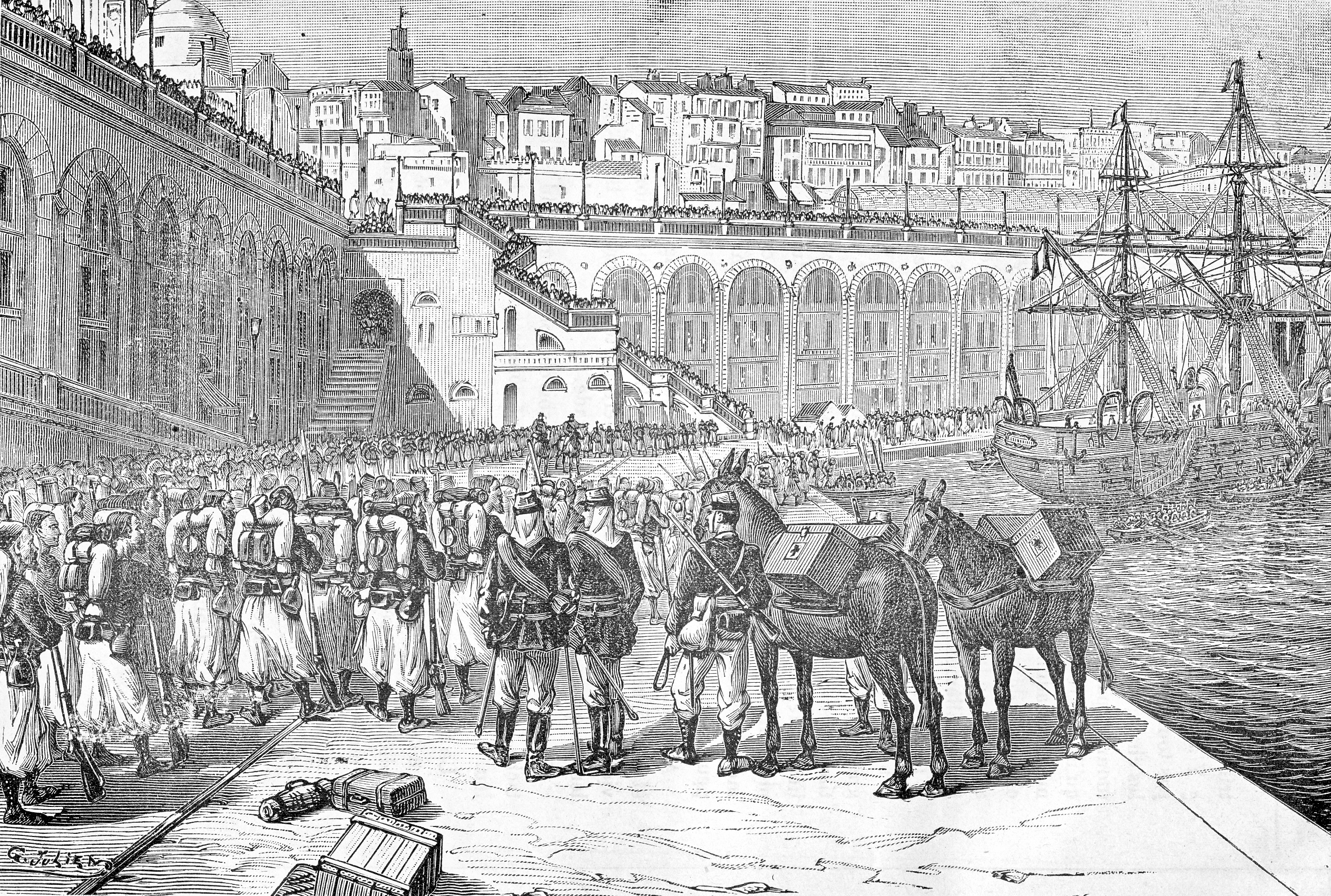
Imbarco ad Algeri degli zuavi diretti inTonchino, gennaio 1885

La guerra franco-cinese si concluse con la ritirata dell'esercito cinese dal Tonchino. Il conseguente trattato di Tientsin, firmato il 9 giugno 1885, costrinse la Cina a rinunciare alla sua storica pretesa di sovranità sul Vietnam e confermò il protettorato francese sia sull'Annam sia sul Tonchino. In teoria la strada era ormai spianata per i francesi, che potevano consolidare le loro pretese sul Tonchino; in pratica la situazione non era così semplice come poteva sembrare. Come osservò all'epoca uno statista britannico: "La Francia ha vinto la sua rivendicazione sul Tonchino; ora non deve far altro che conquistarlo".
Forti rinforzi furono inviati in Tonchino in seguito alla ritirata da Lạng Sơn (marzo 1885), portando il numero totale di soldati francesi in Tonchino nell'estate del 1885 a 35000 uomini. Nel maggio e giugno 1885 migliaia di truppe francesi fresche si riversarono nel Tonchino e il corpo di spedizione fu riorganizzato in due divisioni composte da due brigate. Il 1º giugno 1885 Brière de l'Isle fu sostituito al comando del corpo di spedizione dal generale Philippe-Marie-Henri Roussel de Courcy (1827-1887), ma rimase in Tonchino per diversi mesi come comandante della 1ª divisione dell'ampliato corpo di spedizione. Al generale François de Négrier, che si era ripreso dalla ferita riportata nella battaglia di Ky Lua del 28 marzo 1885, fu affidato il comando della 2ª divisione.
Il comando di de Courcy fu segnato da una crescente resistenza vietnamita contro il dominio francese nel Tonchino e da una vera e propria insurrezione nell'Annam. Fu anche segnato da un'epidemia di colera che nell'estate e nell'autunno del 1885 travolse il corpo di spedizione, epidemia che fu aggravata dalla negligenza di de Courcy nel prendere le precauzioni di quarantena e a causa della quale morirono più soldati francesi che in tutti i nove mesi della guerra franco-cinese. Truppe del corpo di spedizione del Tonchino furono attaccate a Huế il 2 luglio 1885 nella cosiddetta imboscata di Huế, che diede inizio all'insurrezione vietnamita. Poiché il governo francese gli impedì di lanciare un'invasione su larga scala dell'Annam, de Courcy si limitò a sbarcare truppe lungo la vulnerabile costa del Vietnam centrale per conquistare alcuni punti strategici e per proteggere le comunità cattoliche vietnamite dopo i massacri di cristiani compiuti dagli insorti vietnamiti a Quảng Ngãi e Bình Định.
Nel frattempo, il Tonchino si trovava in uno stato prossimo all'anarchia. Gli eserciti cinesi che avevano combattuto la guerra franco-cinese si ritirarono, come pattuito, dal Tonchino nel maggio e nel giugno del 1885, ma i loro ranghi erano ormai pieni di volontari vietnamiti o di coscritti, e questi uomini, non pagati per mesi, furono semplicemente congedati mentre si trovavano ancora in Tonchino e lasciati a sé stessi. Essi mantennero le armi e si sostennero con il brigantaggio, in molti casi riparandosi dietro la retorica patriottica del movimento Cần Vương, l'insurrezione contro i francesi. Per la maggior parte dell'estate del 1885, mentre le truppe europee rimanevano nelle loro caserme, il controllo francese del Tonchino fu limitato agli immediati dintorni delle loro postazioni militari.
De Courcy non tentò di avanzare per rioccupare Lạng Sơn, evacuata dai cinesi a maggio, né si impegnò a mettere in sicurezza i forti costruiti dall'esercito dello Yunnan lungo il Fiume Rosso per proteggere le linee di rifornimento durante l'assedio di Tuyên Quang. Bande di briganti si impadronirono di questi forti non appena i cinesi li abbandonarono. I briganti colpirono in tutti i territori fuori dal controllo francese e, dove era possibile, gli abitanti dei villaggi tonchinesi abbandonarono le loro case e si rifugiarono presso le mura dei forti francesi.
Durante l'estate del 1885 fu effettuata una sola importante operazione francese nel Tonchino, i cui effetti furono però transitori. Nel luglio 1885 una colonna mista di fucilieri algerini e tonchinesi al comando del colonnello Mourlan scacciò una banda di insorti dal massiccio di Tam Dao e stabilì una postazione francese a Lien Son. Gli insorti fuggirono senza accettare lo scontro e si raggrupparono nella provincia di Thái Nguyên.
La risposta di de Courcy e dei suoi ufficiali di stato maggiore alle sfide che si presentavano in Annam e Tonchino fu insufficiente e maldestra.

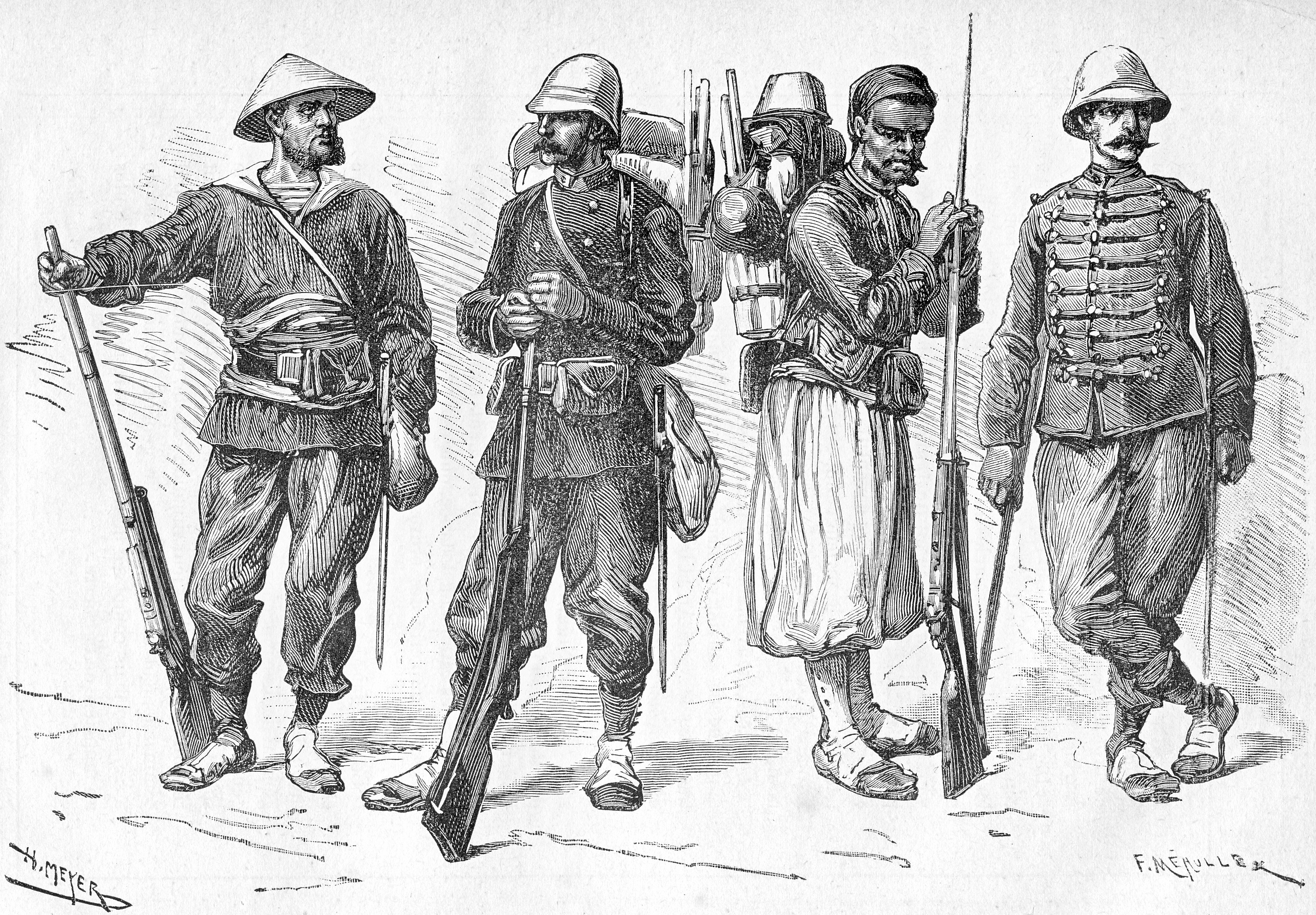
Uniformi dei corpi di spedizione in Tonchino, 1885 (fuciliere di marina, fante di marina, turco e artigliere di marina)

De Courcy si riprese l'iniziativa con l'arrivo della stagione autunnale. Il principale sforzo francese fu compiuto a ovest, lungo il Fiume Rosso. Il corpo di spedizione del Tonchino nell'ottobre 1885 si impegnò in una campagna su larga scala per catturare la vecchia base dell'esercito dello Yunnan a Thanh May, che era stata occupata dagli insorti vietnamiti alcuni mesi prima. De Courcy concentrò 7000 uomini per l'attacco a Thanh May, quasi quanti ne aveva comandati Brière de l'Isle durante la campagna di Lạng Sơn del febbraio 1885. Una complessa manovra di accerchiamento fu gestita male e, anche se i francesi ebbero successo nell'occupare Thanh May, vendicando la sconfitta subita nella battaglia di Phu Lam Tao di sette mesi prima, la maggior parte dei briganti riuscì a fuggire e a raggrupparsi più a monte del Fiume Rosso, intorno a Thanh Quan.
Nella prima settimana di febbraio 1886 due colonne comandate dal generale Jamais e dal tenente colonnello de Maussion, sotto la direzione del generale Jamont, avanzarono lungo entrambe le sponde del Fiume Rosso fino a Thanh Quan. Le bande che erano state cacciate da Thanh May non affrontarono lo scontro, ma si dispersero nelle foreste. Il 17 febbraio 1886 i francesi occuparono Van Ban Chau. Dopo una pausa di alcune settimane, mentre il governo francese avvertiva quello cinese che le truppe francesi si sarebbero presto avvicinate alla frontiera cinese, de Maussion fu autorizzato ad avanzare fino al confine tra Tonchino e Yunnan. I francesi occuparono Lào Cai il 29 marzo 1886 e stabilirono una linea di postazioni militari lungo il Fiume Rosso, tra Lào Cai e Thanh Quan. De Maussion fu nominato commandant supérieur della regione Haute Fleuve Rouge.
I francesi issarono anche le loro bandiere lungo il confine tra Tonchino e Guangxi. I termini del trattato di pace di Tientsin del giugno 1885 prevedevano che entrambe le parti delimitassero il confine tra Cina e Tonchino. Poiché sarebbe stato imbarazzante per i francesi ammettere che non era possibile farlo, in quanto la regione del Lạng Sơn era stata occupata dai briganti al momento della partenza dell'esercito del Guangxi nel maggio 1885, de Courcy fu costretto a inviare una spedizione per riprendere il controllo della regione di confine. Nel novembre 1885 lo chef de bataillon Servière guidò una colonna a nord da Chu per rioccupare Lạng Sơn e Đồng Đăng. In seguito stabilì postazioni francesi a That Ke e Cao Bằng. Questo "atto di presenza" pose le basi per la demarcazione del confine sino-vietnamita nel 1887, che vide alcune piccole modifiche a favore della Cina.
Sebbene il tricolore sventolasse ormai sui posti di dogana francesi lungo il confine cinese, nel Tonchino continuavano i disordini. Nel dicembre 1885, per esempio, il generale François de Négrier fu costretto a fare una grande retata nella regione di Bai Sai, vicino ad Hanoi, un'operazione in cui centinaia di soldati francesi morirono di colera e altre malattie.
Nell'aprile 1886 il generale Warnet, che aveva sostituito de Courcy come comandante del corpo di spedizione del Tonchino pochi mesi prima, dichiarò di considerare il Tonchino pacificato e propose al governo francese di ridurre il corpo di spedizione a una divisione di occupazione. Convenzionalmente l'aprile 1886 segna quindi la fine della campagna del Tonchino. La convinzione che il Tonchino fosse sotto il completo controllo francese, tuttavia, era decisamente prematura: la pacificazione del Tonchino, che comportò a volte anche importanti combattimenti, avrebbe richiesto altri dieci anni.

## Commemorazione

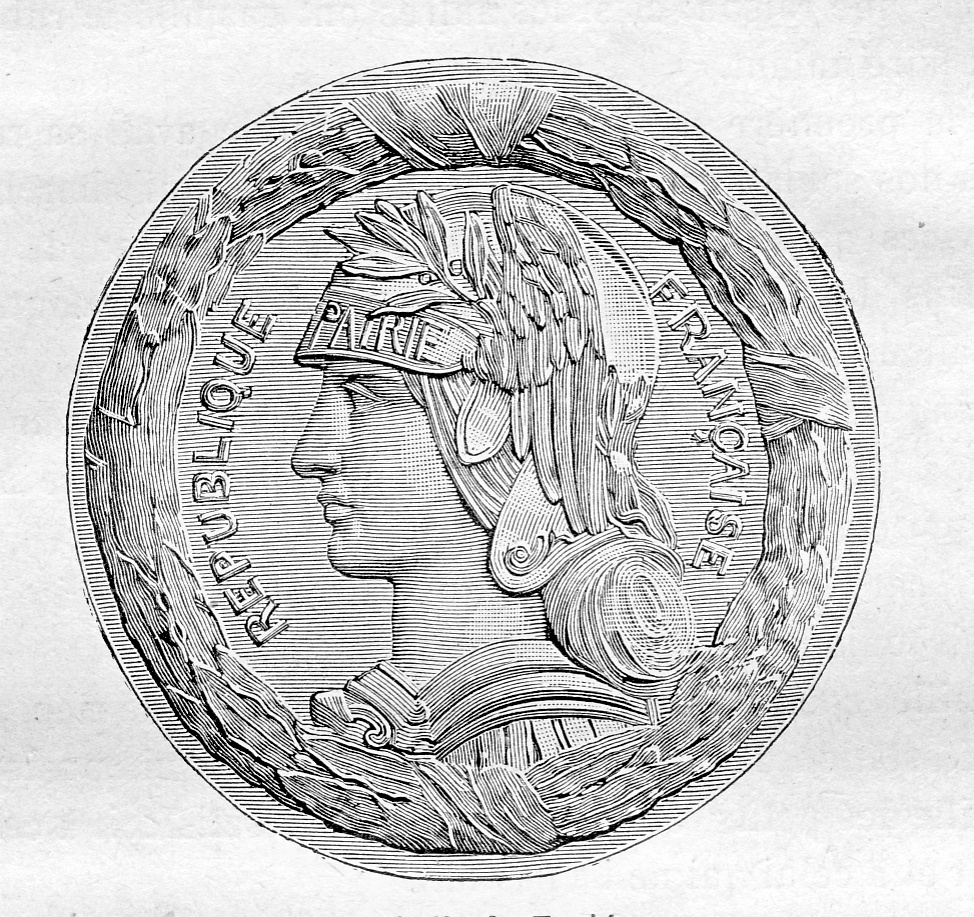
La medaglia commemorativa del Tonchino

La campagna del Tonchino fu celebrata in Francia con l'emissione di una medaglia commemorativa della Spedizione del Tonchino. I soldati francesi che avevano preso parte alla campagna avevano sperato che sulla medaglia fossero incisi i nomi di tutte le loro vittorie sul Tonchino, ma ci furono alcune sconcertanti assenze, in particolare la campagna di Lạng Sơn. Questa decisione offese molti veterani, che ritennero che le loro gesta non fossero state adeguatamente riconosciute.
I veterani furono ulteriormente offesi dalle disposizioni prese per la parata del 14 luglio 1886. In questa occasione fu fatto uno sforzo particolare per onorare gli uomini che avevano combattuto la guerra contro la Cina: i contingenti dei battaglioni e delle batterie che avevano prestato servizio nel Tonchino e a Formosa furono fatti sfilare indossando le uniformi da combattimento e non quella ordinaria. Altre disposizioni, tuttavia, non furono così gradite. Sebbene il tenente colonnello Marc-Edmond Dominé, l'eroe dell'assedio di Tuyên Quang, partecipasse al corteo, il generale Louis Brière de l'Isle e il generale François de Négrier non lo fecero. Entrambi gli uomini erano eroi per i soldati del corpo di spedizione e i veterani si risentirono molto della loro assenza. L'uomo che cavalcò in testa alla parata fu invece il controverso e ambizioso nuovo ministro dell'esercito, il generale Georges Boulanger, che solo tre anni dopo sarebbe stato sospettato di aver tramato un colpo di stato contro la Terza Repubblica. Boulanger non aveva prestato servizio nel Tonchino, ma era determinato a prendersi ogni merito per la sua conquista.

## I protagonisti francesi della campagna del Tonchino

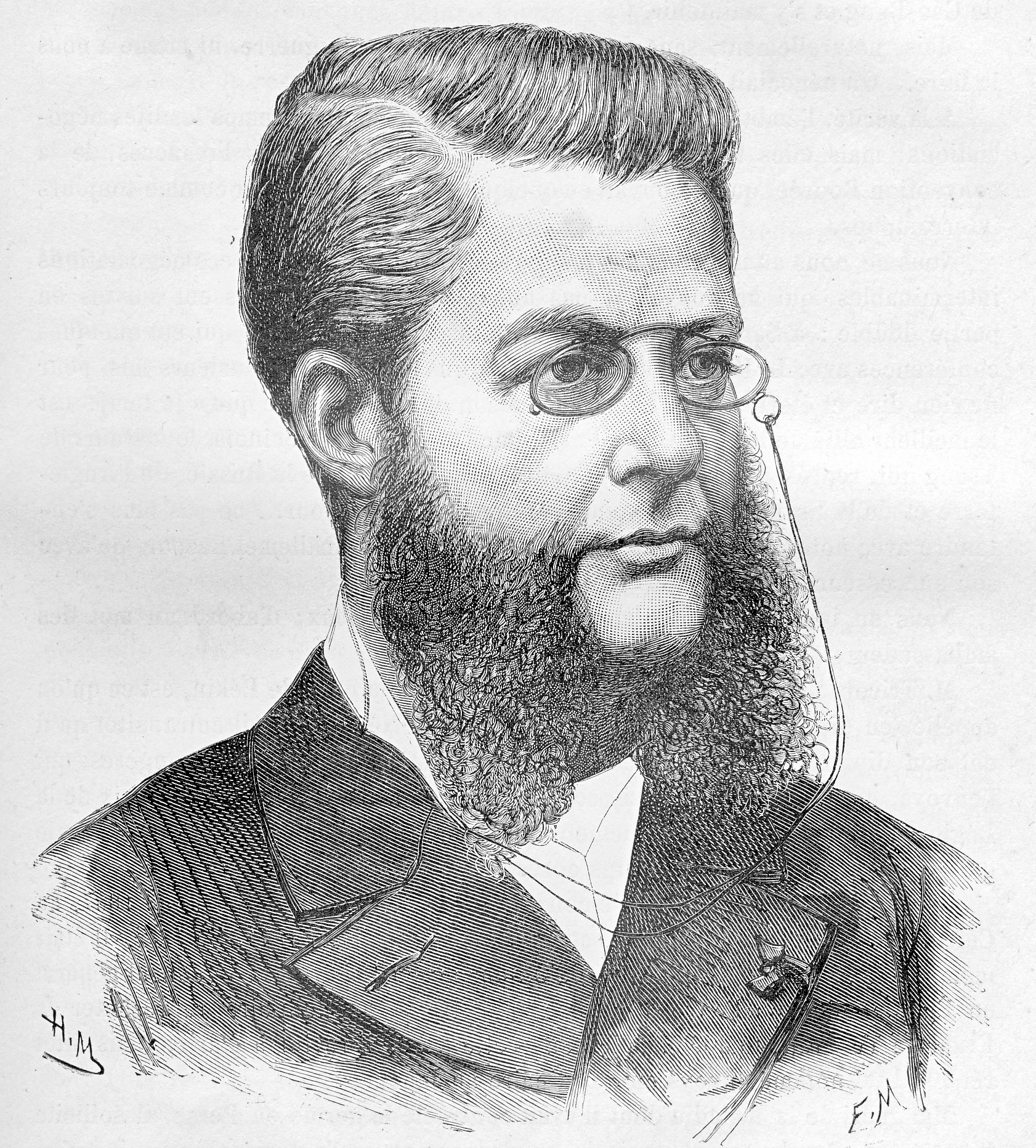
François-Jules Harmand (1845–1921)
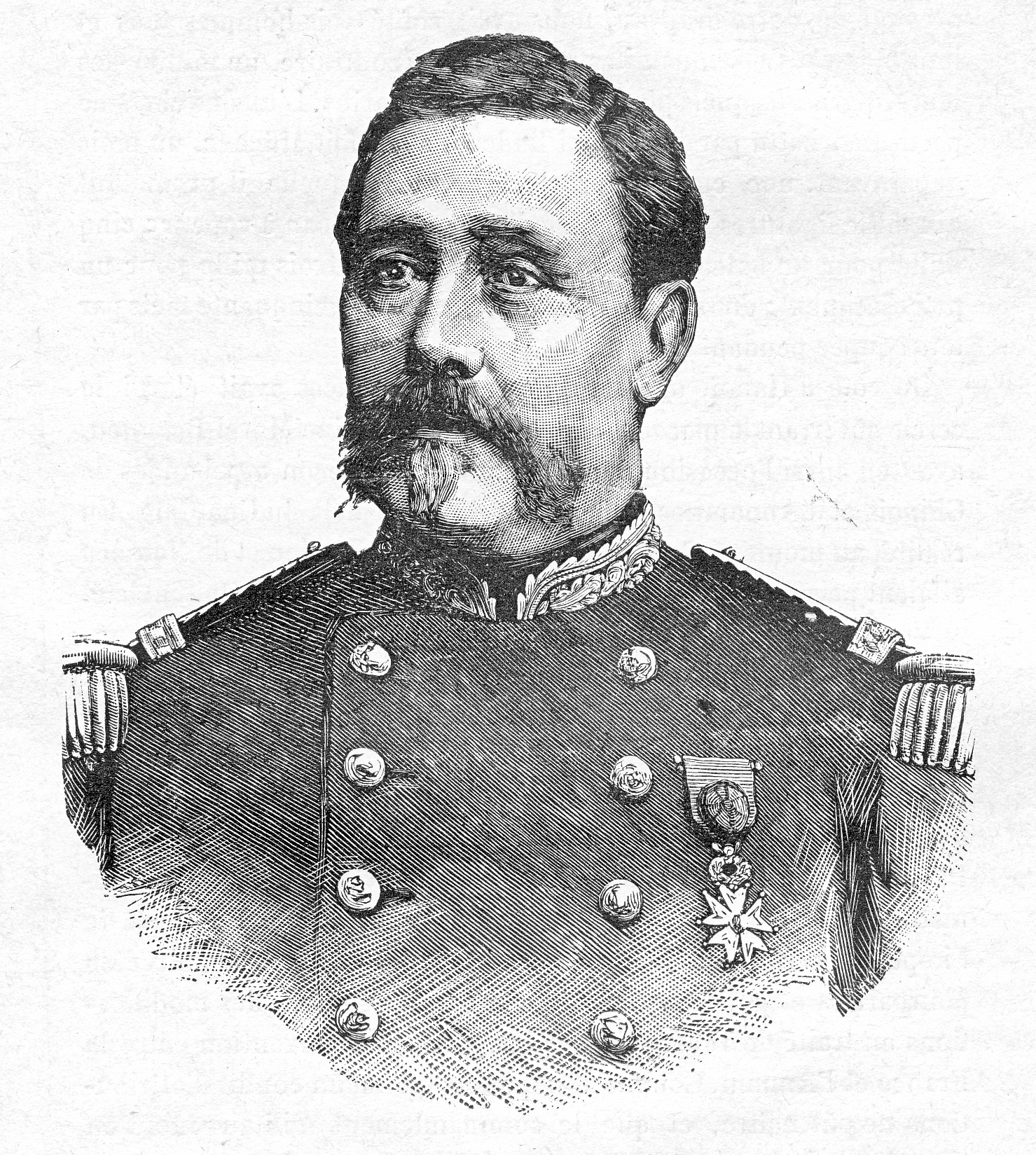
Generale Alexandre-Eugène Bouët (1833–1887)
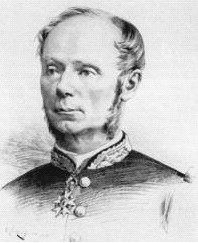
Ammiraglio Anatole-Amédée-Prosper Courbet (1827–1885)
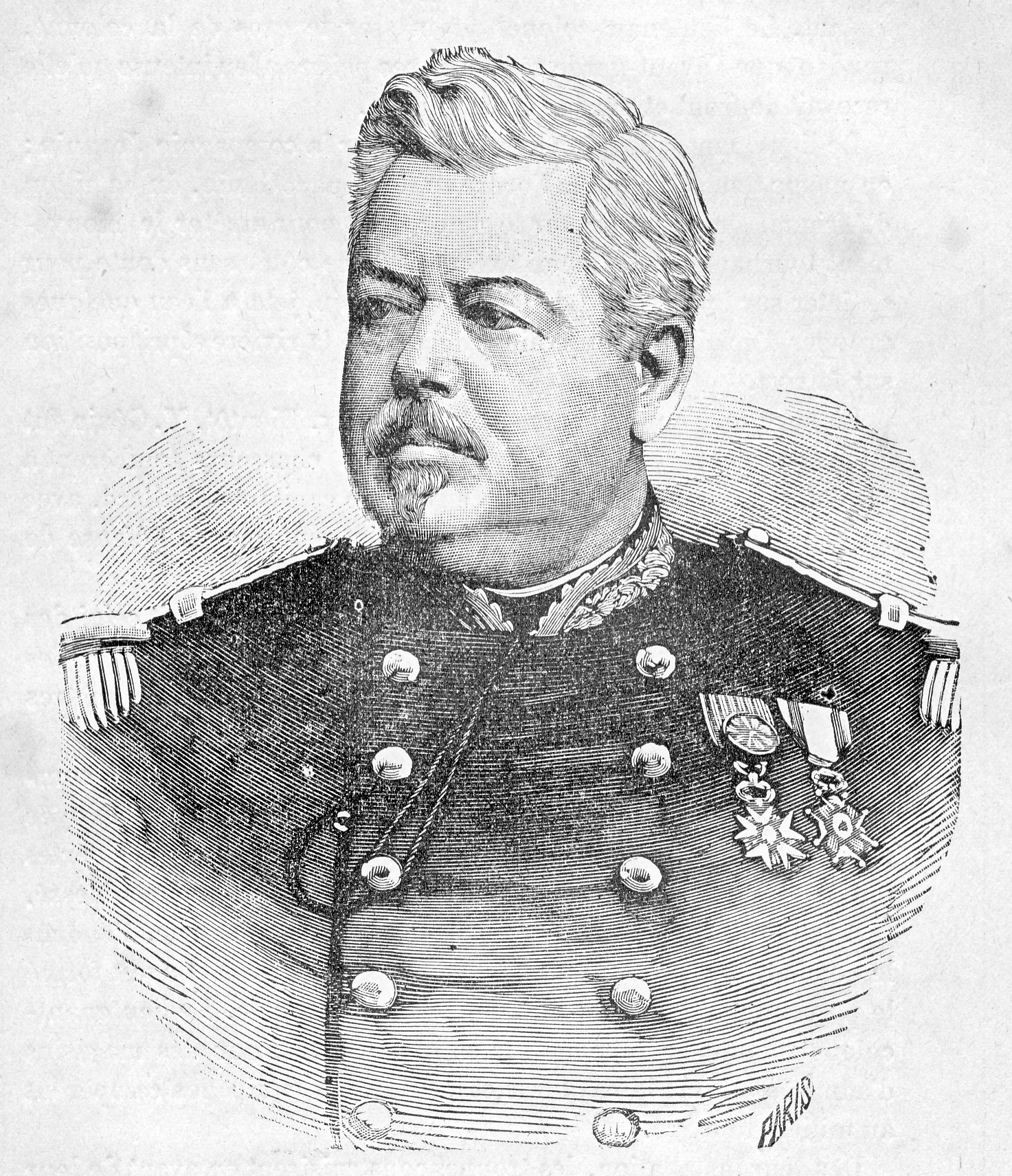
Generale Charles-Théodore Millot (1829–1889)
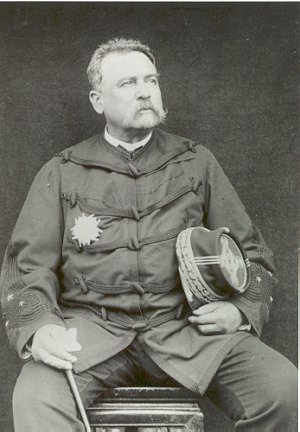
Generale Louis Brière de l'Isle (1827–1896)
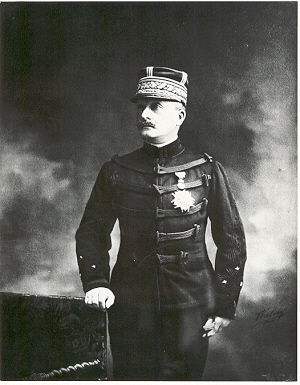
Generale François de Négrier (1839–1913)
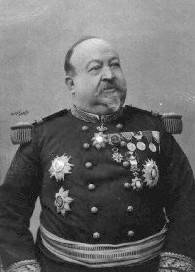
Colonnello Ange-Laurent Giovanninelli (1839–1903)
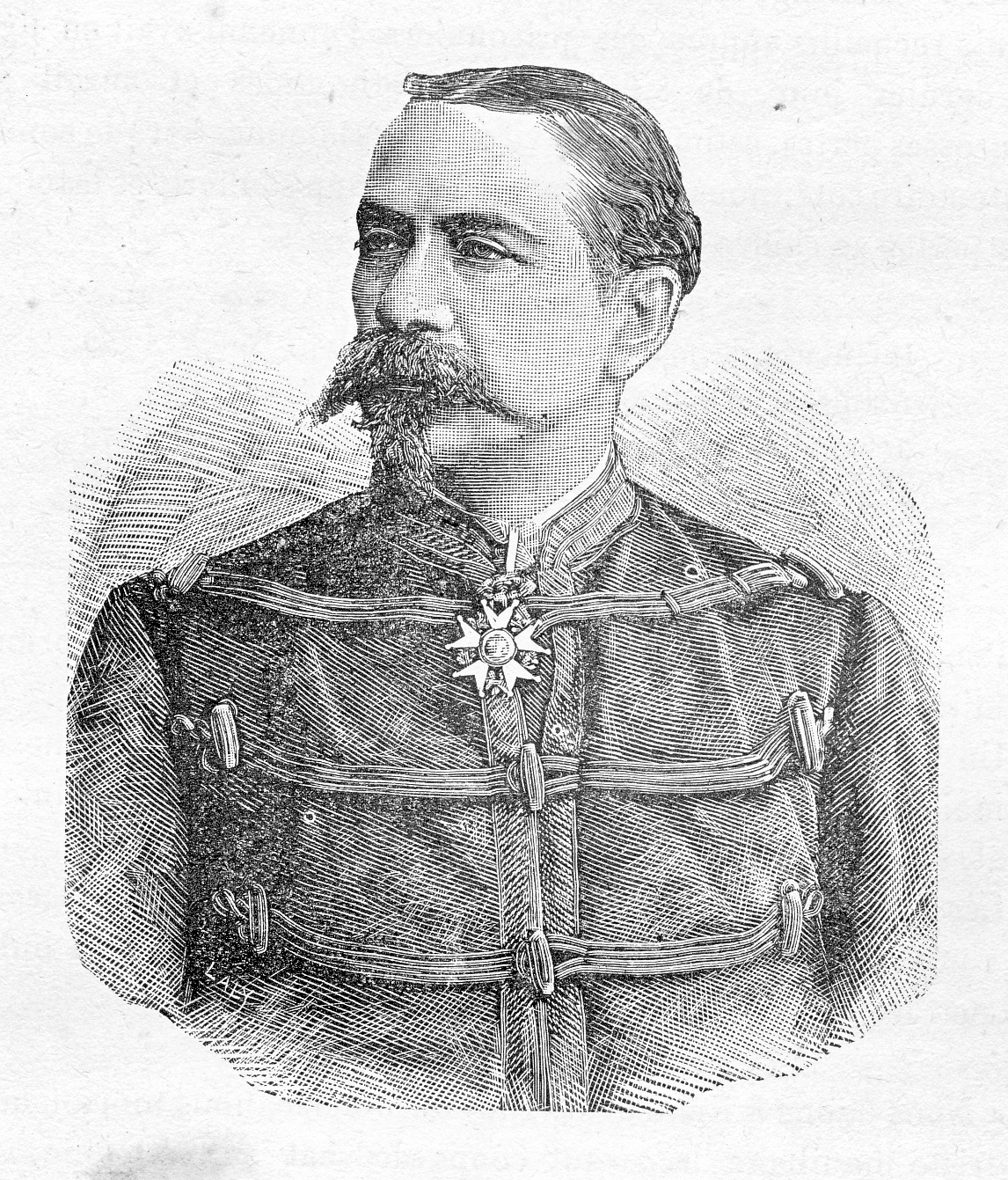
Generale Philippe-Marie-Henri Roussel de Courcy (1827–1887)